# Steeler (amerikanskt band)
Steeler var ett amerikanskt hårdrocksband bildat 1981 i Nashville av hårdrockssångaren Ron Keel, gitarristen Michael Dunigan, trummisen Bobby Eva och basisten Tim Morrison. 19-årige svenske gitarristen Yngwie Malmsteen blev medlem i bandet februari 1983.
Steeler släppte bara en skiva på grund av att Yngwie Malmsteen lämnade bandet för att spela med i bandet Alcatrazz bildat av den förre Rainbow-sångaren Graham Bonnet.
Strax efter att Steeler slutat spela startade Ron Keel sitt eget soloband Keel som kom att bli ett mycket respekterat band i 80-talets hårdrocksvärld.

## Medlemmar
Senaste medlemmar
- Ron Keel – sång, gitarr (1981–1984)
- Greg Chaisson – basgitarr (1984)
- Bobby Marks – trummor (1984)
- Mitch Perry – sologitarr (1984)

Tidigare medlemmar
- Tim Morrison - basgitarr (1981–1982)
- Robert Eva – trummor (1981–1982)
- Michael Dunigan – gitarr (1981–1982)
- Rik Fox – basgitarr, bakgrundssång (1983–1984)
- Mark Edwards – trummor (1983–1984)
- Yngwie Malmsteen – sologitarr (1983–1984)
- Ron Murray – basgitarr (1983)
- Kurt James – gitarr (1984)

## Diskografi
Studioalbum
- Steeler (1983)

Singlar
- "Cold Day in Hell" / "Take Her Down" (1982)

Samlingsalbum
- Metal Generation: The Anthology (2005)
- American Metal - The Steeler Anthology (2006)